# Destroyer Droid
De Droideka heeft vele namen waar onder Destroyer droid, Destroyer, wheel droid en wordt genoemd door Clone Troopers als rollies. het is een fictieve militaire Droid uit de Star Wars saga. De droideka is te zien in Star Wars Episode I, II,  III en The Clone Wars.
De Destroyer Droids zijn de brute 'killers' onder de Battle Droids ingezet door de Trade Federation en de C.I.S. (Confederacy of Independent Systems) 
De Destroyer Droids verplaatsen zichzelf zeer snel in wielvorm en wanneer zij zich ontvouwen, ontpoppen ze zich tot mobiele geschutsplatformen welke zij bemannen met zware lasers.
Zij verschillen in vele opzichten van de gewone Battle Droids. In tegenstelling tot de Battle Droids maken de Destroyer Droids hun eigen afweerschild aan. Zij zijn echter niet in staat tot het bemannen van voertuigen e.d.
De Destroyer Droids worden zowel op het slagveld gebruikt als aan boord van de vloot van de Trade Federation. Vanwege hun sterke schild en hoge vuurkracht kunnen zij zelfs voor Jedi een ware bedreiging vormen.

## Episode I: The Phantom Menace
De Destroyer Droids worden door de Handelsfederatie eerst ingezet op bevel van de Sith Meester Darth Sidious op de planeet Naboo. Jedi Qui-Gon Jinn en Obi-Wan Kenobi moeten zich verdedigen tegen Droideka's binnen in de gangen van het droidcontroleschip. Zij vluchten uiteindelijk voor de droids. Later worden de Destroyerdroids ingezet op Naboo zelf in de Slag om Naboo op de velden en binnen het paleis in de hoofdstad Theed.

## Episode II: Attack of the Clones
Tien jaar later worden de Droideka's door de Handelsfederatie toegevoegd aan de Separatisten (Confederacy of Independent Systems) die onder de leiding staat van Graaf Dooku. De droideka's rekenen Senator Padmé Amidala en Jedi Anakin Skywalker in de Droidfabrieken in. Ook Obi-Wan Kenobi wordt door deze droids ingerekend. Wanneer het drietal wordt berechtigd in de Arena zijn ook de Destroyerdroids van de partij. Tijdens de Slag om Geonosis worden ze ingezet door de Separatisten dus tijdens het begin van de Kloonoorlogen.

## Episode III: Revenge of the Sith
Anakin Skywalker en Obi-Wan Kenobi worden aangevallen door Destroyerdroids op het vlaggenschip 'The Invisible Hand' van Generaal Grievous. Net als de rest van het Separatistische leger van (de inmiddels vermoordde Graaf Dooku) worden ook de droideka's ontbonden, wanneer Darth Sidious het droidleger niet langer nodig heeft. Het Keizerrijk heeft immers een eigen leger van Clone Troopers, die later bekendstaan als de Keizerlijke Stormtroopers.

The Clone Wars
Ze zijn ook te zien tijdens de Clone Wars in vele battles.